# Пежо тип 174
Пежо тип 174 (фр. Peugeot Type 174) је моторно возило произведено између 1923. и 1928. године од стране француског произвођача аутомобила Пежо у њиховој фабрици у Иси ле Мулиноу. У том раздобљу је укупно произведено 810 јединица.
Возило покреће четвороцилиндрични четворотактни мотор који је постављен напред, а преко кардана је пренет погон на задње точкове. Његова максимална снага била је 75 КС и запремине 3828 cm³ у варијанти 174 и 85 КС у варијанти 174 С.
Тип 174 је произведен у две варијанте 174 стандард и 174 С спорт модел. Код варијанте 174 међуосовинским растојањм од 350 цм, дужина возила 468,8 цм, ширина возила 180 цм, а висина 195 цм. Облик каросерије је и торпедо, купе, кабриолет и има места за четири до шест особа. Варијанта 174 С, је дао као торпедо спортски и тркачки аутомобил са међуосовинском растојању је 327 цм, а дужина 445,8 цм.

## Галерија
- Пежо тип 174
- Пежо тип 174 тркачки
- Пежо тип 174 купе
- Пежо тип 174 купе